# Dorsale sud-ouest indienne

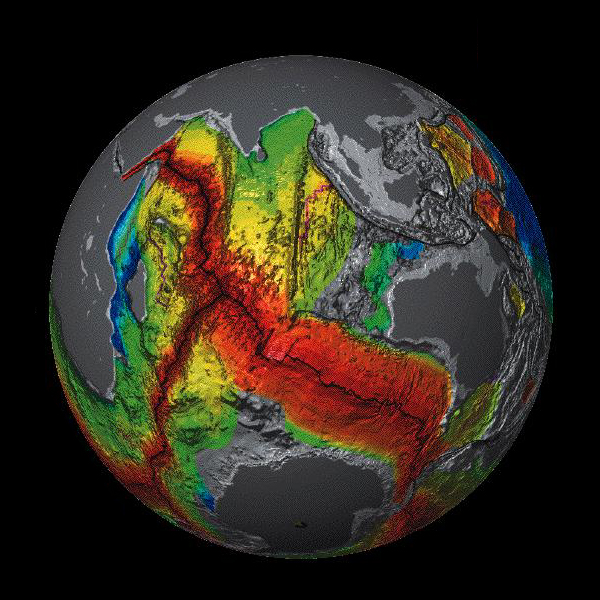
Dorsale sud-ouest indienne à gauche de l'image.

La dorsale sud-ouest indienne, ou ride sud-ouest indienne, est une dorsale du sud-ouest de l'océan Indien. Elle sépare la plaque africaine, au nord, et la plaque antarctique, au sud. 